# Chris Clark
Chris Clark (* 8. března 1976 v South Windsor, Connecticut, USA) je bývalý americký hokejový útočník.

## Hráčská kariéra
Univerzitní hokej začal hrát za Clarksonovou Univerzitu v části soutěže ECAC. V soutěžním období strávil čtyři roky mezi lety 1994 až 1998. V první sezoně byl zvolen do All-Rookie Tým, naopak v poslední sezoně byl zvolen do druhého All-Star Týmu. Ještě před nástupem k univerzitní lize byl draftován v soutěži NHL klubem Calgary Flames ve 3. kole, celkově ze 77. místa. Poté, co vystudoval, připojil se k záložnímu týmu Flames v Saint John Flames, v sezoně 2000/01 dopomohl týmu k historickému zisku Calderova poháru. 12. ledna 2000 poprvé odehrál zápas v nejprestižnější lize NHL, v zápase proti Dallas Stars odehrál 9 minut a 21 sekund. Později začal hrát pravidelně v hlavním mužstvu Flames, v ročníku 2003/04 si dokonce z týmem zahráli finále playoff, ve kterém těsně prohráli 3:4 na série týmem Tampa Bay Lightning. Během výluky v NHL odehrál tři zápasy za švýcarský klub SC Bern a patnáct zápasů za norský klub Storhamar Dragons. Po skončení výluky v NHL se vrátil zpátky, kvůli zavedení platového stropu v NHL byl vyměněn do týmu Washingtonu Capitals. Od ledna 2006 se připojil k první elitní formaci Capitals, ve kterých zahrnovali levé křídlo Alexandr Ovečkin a ve středu Dainius Zubrus. Po odchodu kapitána Jeff Halpern byl 13. září 2006 byl jmenován novým kapitánem Capitals.
18. července 2007 prodloužil smlouvu s Capitals na 3 roky za 7.9 mil. dolarů. V následujících sezonach 2007/08 a 2008/09 byl sužován zraněním, 28. listopadu 2007 si v zápase proti Florida Panthers poranil třísla, 13. únor 2008 se vrátil na led, po zápase s Philadelphia Flyers si obnovil zranění a musel vynechat zbytek sezony. V únoru 2009 si poranil zápěstí, musel podstoupit chirurgický zákrok. Sezonu 2009/10 hrál bez jakýchkoliv zdravotních problému, 28. prosince 2009 byl spolu s obránce Milanem Jurčinou vyměněni do Columbus Blue Jackets za útočníka Jason Chimera. V týmu nebylo volné číslo 17 tak si vybral opačné číslo 71. Během působení ve Washingtonu se stal třetím nejdéle působící kapitánem mužstva, po jeho odchodu převzal kapitánské céčko Alexandr Ovečkin. V organizaci Blue Jackets setrval do sezony 2010/11, po skončení ročníku nedostal nabídku na prodloužení smlouvy. V září 2011 se snažil prosadit do kádru Boston Bruins, prošel výcvikovým táborem, do týmu se však nedostal a odehrál pouze šest zápasů na jejich farmě v Providence Bruins. 6. července 2012 oznámil konec kariéry.

## Ocenění a úspěchy
- 1995 NCAA – All-Rookie Tým
- 1998 NCAA – Druhý All-Star Tým

## Prvenství
- Debut v NHL - 12. ledna 2000 (Dallas Stars proti Calgary Flames)
- První asistence v NHL - 3. února 2000 (Chicago Blackhawks proti Calgary Flames)
- První gól v NHL - 19. února 2001 (Calgary Flames proti Mighty Ducks of Anaheim, kanadskému brankáři Jean-Sebastien Giguere)
- První hattrick v NHL - 18. března 2006 (Washington Capitals proti Florida Panthers)

## Klubové statistiky
| Sezóna        | Klub                  | Soutěž        |     | Základní část | Základní část | Základní část | Základní část | Základní část |   | Play off | Play off | Play off | Play off | Play off |
| Sezóna        | Klub                  | Soutěž        | Z   | G             | A             | B             | TM            | Z             | G | A        | B        | TM       |          |          |
| 1990–91       | South Windsor High    | USHS          | 23  | 16            | 15            | 31            | 24            | —             | — | —        | —        | —        |          |          |
| 1991–92       | Springfield Olympics  | NEJHL         | 49  | 21            | 29            | 50            | 56            | —             | — | —        | —        | —        |          |          |
| 1992–93       | Springfield Olympics  | NEJHL         | 43  | 17            | 60            | 77            | 120           | —             | — | —        | —        | —        |          |          |
| 1993–94       | Springfield Olympics  | NEJHL         | 35  | 31            | 26            | 57            | 185           | —             | — | —        | —        | —        |          |          |
| 1994–95       | Clarkson University   | NCAA          | 32  | 12            | 11            | 23            | 92            | —             | — | —        | —        | —        |          |          |
| 1995–96       | Clarkson University   | NCAA          | 38  | 10            | 8             | 18            | 106           | —             | — | —        | —        | —        |          |          |
| 1996–97       | Clarkson University   | NCAA          | 37  | 23            | 25            | 48            | 86            | —             | — | —        | —        | —        |          |          |
| 1997–98       | Clarkson University   | NCAA          | 35  | 18            | 21            | 39            | 106           | —             | — | —        | —        | —        |          |          |
| 1998–99       | Saint John Flames     | AHL           | 73  | 13            | 27            | 40            | 123           | 7             | 2 | 4        | 6        | 15       |          |          |
| 1999–00       | Saint John Flames     | AHL           | 48  | 16            | 17            | 33            | 134           | —             | — | —        | —        | —        |          |          |
| 1999–00       | Calgary Flames        | NHL           | 22  | 0             | 1             | 1             | 14            | —             | — | —        | —        | —        |          |          |
| 2000–01       | Saint John Flames     | AHL           | 48  | 18            | 17            | 35            | 131           | 18            | 4 | 10       | 14       | 39       |          |          |
| 2000–01       | Calgary Flames        | NHL           | 29  | 5             | 1             | 6             | 38            | —             | — | —        | —        | —        |          |          |
| 2001–02       | Calgary Flames        | NHL           | 64  | 10            | 7             | 17            | 79            | —             | — | —        | —        | —        |          |          |
| 2002–03       | Calgary Flames        | NHL           | 81  | 10            | 12            | 22            | 126           | —             | — | —        | —        | —        |          |          |
| 2003–04       | Calgary Flames        | NHL           | 82  | 10            | 15            | 25            | 106           | 26            | 3 | 3        | 6        | 30       |          |          |
| 2004–05       | SC Bern               | NLA           | 3   | 0             | 0             | 0             | 6             | —             | — | —        | —        | —        |          |          |
| 2004–05       | Storhamar Dragons     | GET-l         | 15  | 10            | 4             | 14            | 86            | 7             | 4 | 4        | 8        | 14       |          |          |
| 2005–06       | Washington Capitals   | NHL           | 78  | 20            | 19            | 39            | 110           | —             | — | —        | —        | —        |          |          |
| 2006–07       | Washington Capitals   | NHL           | 74  | 30            | 24            | 54            | 66            | —             | — | —        | —        | —        |          |          |
| 2007–08       | Washington Capitals   | NHL           | 18  | 5             | 4             | 9             | 43            | —             | — | —        | —        | —        |          |          |
| 2008–09       | Washington Capitals   | NHL           | 32  | 1             | 5             | 6             | 32            | 8             | 1 | 0        | 1        | 8        |          |          |
| 2009–10       | Washington Capitals   | NHL           | 38  | 4             | 11            | 15            | 27            | —             | — | —        | —        | —        |          |          |
| 2009–10       | Columbus Blue Jackets | NHL           | 36  | 3             | 2             | 5             | 21            | —             | — | —        | —        | —        |          |          |
| 2010–11       | Columbus Blue Jackets | NHL           | 53  | 5             | 10            | 15            | 38            | —             | — | —        | —        | —        |          |          |
| 2011–12       | Providence Bruins     | AHL           | 6   | 0             | 0             | 0             | 4             | —             | — | —        | —        | —        |          |          |
| Celkem v NCAA | Celkem v NCAA         | Celkem v NCAA | 142 | 63            | 65            | 128           | 392           | —             | — | —        | —        | —        |          |          |
| Celkem v AHL  | Celkem v AHL          | Celkem v AHL  | 175 | 47            | 61            | 108           | 392           | 25            | 6 | 14       | 20       | 64       |          |          |
| Celkem v NHL  | Celkem v NHL          | Celkem v NHL  | 607 | 103           | 111           | 214           | 700           | 34            | 4 | 3        | 7        | 38       |          |          |

## Reprezentace
| Rok                       | Tým                       | Soutěž                    | Z  | G | A | B | TM |
| ------------------------- | ------------------------- | ------------------------- | -- | - | - | - | -- |
| 2002                      | USA                       | MS                        | 7  | 2 | 0 | 2 | 6  |
| 2007                      | USA                       | MS                        | 6  | 2 | 1 | 3 | 4  |
| Seniorská kariéra celkově | Seniorská kariéra celkově | Seniorská kariéra celkově | 13 | 4 | 1 | 5 | 10 |